# Sevina
Sevina är en ort i Mexiko.   Den ligger i kommunen Nahuatzen och delstaten Michoacán de Ocampo, i den södra delen av landet, 290 km väster om huvudstaden Mexico City. Sevina ligger 2 401 meter över havet och antalet invånare är 3 344.
Terrängen runt Sevina är huvudsakligen kuperad. Sevina ligger nere i en dal. Runt Sevina är det ganska tätbefolkat, med 58 invånare per kvadratkilometer. Närmaste större samhälle är Cherán, 8,4 km nordväst om Sevina. I omgivningarna runt Sevina växer huvudsakligen savannskog.